# Medaille „Sieg über Deutschland“

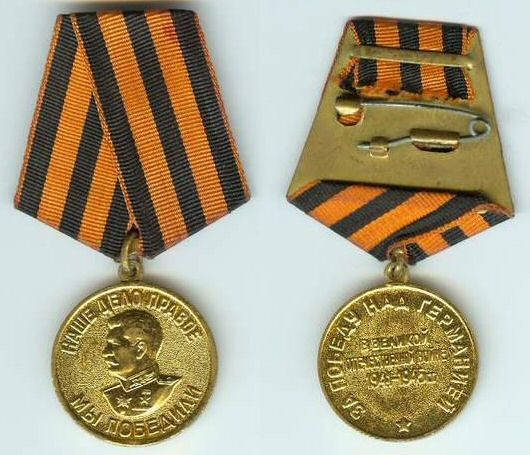
Medaille „Für den Sieg über Deutschland im Großen Vaterländischen Krieg 1941–1945“

Iwan Koschedub 1949 unter anderen mit Medaille „Für den Sieg über Deutschland im Großen Vaterländischen Krieg 1941–1945“ (untere Reihe, links)

Die Medaille „Für den Sieg über Deutschland im Großen Vaterländischen Krieg 1941–1945“ (russisch медаль «За победу над Германией в Великой Отечественной войне 1941–1945 гг.»/ medal „Sa pobedu nad Germanijei w Welikoi Otetschestwennoi woine 1941–1945 gg.“) war eine der am häufigsten verliehenen Auszeichnungen der Sowjetunion.
Etwa 15 Millionen Sowjetbürger wurden mit dieser Medaille ausgezeichnet. Sie wurde allen Soldaten, Offizieren und Partisanen überreicht, die unmittelbar an Gefechtsaktionen gegen das Deutsche Reich während des Zweiten Weltkrieges teilgenommen hatten.

## Geschichte
Der offizielle Status der Medaille wurde am 9. Mai 1945 begründet, dem in Russland und Osteuropa als Tag des Sieges begangenen Feiertag. Die Planungen für den Prototyp wurden bereits Ende 1944 aufgenommen, in Erwartung des abzusehenden Sieges. Ein Großteil der Auszeichnungen wurde gleich nach Kriegsende zugesprochen. Eine Teilnahmebescheinigung für militärische Operationen war meist erforderlich. 
Nach dem Krieg wurde die Medaille, zusammen mit ihrer weniger weit verbreiteten Entsprechung Für den Sieg über Japan, für gewöhnlich zur Unterscheidung zwischen tatsächlichen Weltkriegsveteranen und allen nicht kämpfenden Beteiligten genutzt.

## Gestaltung
Die Medaille besteht aus Messing und trägt das Profil Stalins auf der Vorderseite mit dem Text „Unsere Sache ist gerecht – wir siegten“ sowie den Text „Für den Sieg über Deutschland im Großen Vaterländischen Krieg 1941–1945“ auf der Rückseite. Die Medaille ist befestigt an dem Sankt-Georgs-Band, das sich ab 2005 in Russland zum verbreiteten Symbol für das Andenken an das Kriegsende entwickelt hat.